# 심슨 가족의 등장인물 목록
다음은 미국의 애니메이션 심슨 가족에 등장하는 인물들이다.
사망한 등장인물의 경우에는 생존하고 있는 등장인물과 구별하기 위해 고(故)를 붙였다.(단, 일부 사람의 경우는 번역하기 어려워 생략)

## 심슨 가족 및 친척
- 현조할아버지 이상의 조상이나 후손들에 대해선 심슨 가족 문서의 가계도 문단을 참고할 것.

### 호머 심슨(Homer Simpson)
풀네임은 호머 제이 심슨(Homer Jay Simpson), 부인인 마지 심슨이 부르는 애칭은 호미(Homie). 바트, 리사, 매기의 아버지. 도넛, 더프 맥주, 텔레비전을 좋아하는 살찐 중년 남성이다(36~39). 신장 182cm. 체중 약 255파운드(115Kg - 추정). 스프링필드 원자력 발전소 7G구역 안전 책임자로 일하고 있으나 하루종일 잠을 자거나, 수시로 결근, 지각, 조퇴를 하는 등 성실하게 근무하지 않고 심지어 원자로를 녹이거나 불을 내는 등 발전소에 많은 손해를 입히기도 한다. 이외에 시장, 컨트리 가수 매니저, 전위 예술가, 발명가, 중창단 '비샵스'(비틀즈를 패러디한 것이다.) 가수, 락밴드 보컬, 제설차량 운행, 견인차 운행, 프로 복서, 패스트푸드점 아르바이트, 아이스크림 장수, 볼링장 직원, 미니골프장 아르바이트, 퇴비 장사, 폐유 사업, 경찰서장,핵 무기 공장 간부, 핵 발전소 이사, 원자력 발전소 인도 지사 사장, 자동차 디자인 팀장, 광대, 성악가, 목사, 파파라치, 주점 운영, 원자력 발전소 노동조합 위원장, 애니메이션 성우, 음식 평론가, 농부, 야구팀 마스코트, 약장수 등의 직업을 가진 바 있다. 필요없는 말을 하지 않거나 이름을 바꾸면 상류사회와 교류할 수 있었으며, 머리카락이 있었다면 회사의 중역으로 발탁될 수 있었다. 몇 개의 그래미상을 수상한바 있으며 이를 매우 하찮게 여긴다. 우주에 다녀온적이 있다. 모의 가게에서 레니, 칼, 바니 등과 맥주를 즐겨마신다. 바트에게 화가 나면 목을 조르며 「이 조그만 자식이!」(Why you little!)이라고 화를 낸다. 시즌 24 'treehouse of horror'에서 바트가 호머의 고등학교시절로 들어가 호머에게 목을 졸리다가 호머는 마지와의 결혼을 피하게 된다. 정치적으로는 대체로 보수적이어서 공화당을 편들며, 환경주의자나 동성애자를 혐오한다. 하지만 이러한 성향들은 돈벌이 앞에선 무시되는 경향이 있다. 특히 리사가 환경에 관한 얘기를 말하면 귀찮아하며 건성으로 대답해 무시한다. 무언가 잘못된 것을 깨달았을 때 「D'oh!」라고 하는 버릇이 있다.(극중에서 가끔씩 바트나 리사가 이와 같은 말을 하는 경우가 있다.) 또 다른 이들을 골탕먹이고 떠날 때에는 「안녕, 멍청이들!」(So long, suckers!)이라 외친다.
자주 자신의 뇌와 대화를 하지만 막상 뇌와 대화를 하고 일을 하면 일이 풀리지 않는다. 허버트 파월(디트로이트에서 자동차 회사를 경영한다.)이라고 하는 이복형이 있으며 영국에 그와 똑같이 생기고 머리만 긴 이복누나 에비 심슨이 있다. 이웃인 네드 플랜더스를 싫어하며 괴롭히고 싶어한다. 또한 자신의 쌍둥이 처형들인 패티와 셀마도 싫어한다. 대다수의 주민들처럼 매주 교회에 다니지만 교회에서 자거나 바트와 딴짓을 하는 등 성실한 신앙생활을 하지는 않는다. 고등학교 시절부터 더프 맥주를 좋아했고 더프 맥주 공장을 견학하러 간 적이 있다. 과거 심장수술과 자신의 아빠에게 신장 이식 수술 병력을 가지고 있다. 호머는 집중제를 먹으면 망나니 기질이 반대로 44% 상승, 잡담이 60% 상승하는 역효가 난다. 그의 낮은 지능은 코로부터 뇌로 삽입된 크레용 때문이라고 밝혀진 적이 있는데 크레용이 제거된 상태에서 지능이 평균까지 높아졌으나 현실과의 괴리를 느끼고 리사에게 작별을 고하고 다시 크레용을 삽입했다.

### 마지 심슨(Marge Simpson)
풀 네임은 마조리 부비에 심슨(Marjorie Jacqueline Simpson). 나이는 34 . 바트, 리사, 매기의 어머니. 위로 길쭉한 머리 모양과 허스키한 목소리가 특징이다. 비교적 상식적인 사람이지만, 가끔 도박이나 음주에 빠지기도 한다. 어렸을 때는 발레리나가 되고 싶어 했다. 학창시절 12년 내내 좋은 성적을 유지하던 우등생이었다가 졸업 즈음 호머를 만나 사랑에 빠지며 성적이 급감했다. 결국 평범한 주부가 된다. 말썽을 일으키는 가족 구성원들(주로 호머와 바트)을 통제하는 역할을 한다. 주로 자신이 마음에 안드는 일이 있을 때, 「음….」을 자주 말한다. 어릴 적에 아버지인 클랜시가 실직하여 여객기 승무원으로 일하는 것을 목격하자 그 정신적 충격으로 비행기 공포증이 있었지만, 정신과 상담을 받은 이후로는 없어졌다. 세 아이의 엄마지만 좋은 몸매를 유지하고 있다. 한 에피소드 내용중에는 호머와 결혼하지 않았다면 미국 최초의 여성 대통령이 될 수도 있었다는 내용도 있다. 그녀는 여러 직업을 가졌는데 경찰, 부동산업자, 상담원, 응급조치 강의, 사업가 , 공무원, 암살자, 도박사, 애로틱 제빵사, 주방용품 모델, 소설가, 프레즐 상인 등이 있다.할로윈 특집에선 이중 암살자나 마녀로 나오기도 했다.

### 바트 심슨(Bart Simpson)
풀 네임은 바톨로뮤 조조 심슨(Bartholomew Jojo Simpson). 심슨 가족의 장남이며 광대 크러스티를 광적으로 좋아하는 10살 소년이다. 장난이 매우 심하며 퇴학당할 뻔한적도 있다 혈액형은 Rh- O형이고, 심슨 가족 중 유일한 왼손잡이이다. 바트는 샴쌍둥이로 태어났다(할로윈 특집에서). 다른 한쪽은 휴고 심슨. 샴 쌍둥이라고는 하지만 옆구리만 살짝 붙어서 태어난 샴쌍둥이인 관계로 분리수술이 매우 쉬웠다. 공부를 못하고, 장난치는 것을 좋아한다. 스케이트 보드 타는 기술은 천재적이다. 스프링필드 초등학교 교장 시모어 스키너와는 항상 천적이다. 놀라운 일이 있을 때 「아이, 카람바!」(Ay, caramba! 스페인어로서 영어의 Oh, my god!과 같다)라고 하고, 뭔가를 저지르기 전에는 항상 「코와붕가!」(Cow-A-Bunga!: 자, 간다 서핑하는 사람들이 파도에 오를때 외침)을 외친다. 또 다른사람과 통성명을 할때는 종종「난 바트 심슨인데 댁은 누구쇼?」(I'm Bart Simpson and Who the hell are you?) 라고 한다. 방송 출연시의 유행어는 「제가 안했어요.」(I didn't do it.)이다. 크러스티의 누명을 벗겨주었다. 셀마를 사이드쇼 밥으로부터 구했다. 사이드쇼 밥의 범죄를 고발하여 그를 감옥에 보내게 한 이유로 사이드쇼 밥으로부터 살해 위협을 받는다. 새로운 혜성을 발견한 적이 있다. 80년 극장 개봉작인 《스타워즈 제국의 역습》을 보고 호머와 마지가 바트를 임신하게 되는 에피소드가 있었으나 리사와 2살 차이가 나는 설정이기 때문에 82년 생으로 추정할 수 있다. 하지만 언제나 같은 모습으로 나이를 먹지 않는다.(할로윈 특집 에피소드에서는 휴고라는 바트의 숨겨진 쌍둥이 형제가 있는 것으로 나오지만 할로윈 특집이라는 특성상 이후 다른 에피소드에 영향을 주거나 연속성이 있는 의미있는 설정은 아니다. 하지만 바트의 옆구리에는 실제로 샴쌍둥이 분리수술을 한 흉터자국이 남아있다는 설이 있는데 옆구리의 흉터는 시즌6의 정규 에피소드에서 크러스티 시리얼의 톱니바퀴를 제거하는 수술을 받는 자국일 가능성이 더높다.)몇몇 할러윈 특집에선 리사나 사이드쇼 밥에게 죽기도 한다.(사이드쇼 밥이 바트를 석궁으로 죽이거나 리사가 쓰레기 더미로 바트를 깔아뭉갤 뻔한들사건이 있었다)

### 리사 심슨(Lisa Simpson)
풀 네임은 리사 메리 심슨(Lisa Marie Simpson). 심슨 가족의 큰 딸이며 8살이다. 상식적이고 영리하며, 가족들의 행동에 화를 내는 일이 자주 있다. 성적은 거의 대부분 A를 받는다. B를 받았을 때는 선생님에게 항의한 적도 있다. 반에서 머리도 가장 좋지만, 형편상 그의 부모가 사립학교 및 여타 더 좋은 학교의 존재를 숨기고 있다. 자신보다 똑똑한 학생이 등장하면 어떤 방법을 써서라든지 꺽어내려는 좋지 않은 면도 있다. 색소폰을 부는 것을 좋아하며 연주실력 또한 매우 뛰어나다. 기타 다른 악기에도 소질이 있어 보인다. 소원은 세계평화와 조랑말을 키우는 것이다. 똑똑하지만 사교성이 부족해서 친구가 없다. 환경주의자, 채식주의자이며 진보적 성향을 띠고 있다. 처음에는 기독교신자이지만, 호머의 실수로 파괴된후 상업 자본에 점거된 마을교회의 참상을 본 것을 계기로 불교신자가 된다. 학교에 가지 않으면 금단 현상을 보인다. 처음으로 이성적 매력을 느낀 상대는 불량학생인 넬슨 먼츠이다. 처음엔 그를 증오하지만 매력을 느끼고 그를 개선시키려 했으나 실패한다. 첫키스 상대 또한 그다. 어느날 멘사 회원이 되는데, 평소의 학교 성적이 멘사 협회에 보고되어 있어서 다른 회원들과는 달리 테스트를 거치지 않았다. 미래 이야기에서는 대학교에서 만난 영국인 학생 '휴'과 결혼할 뻔한 적도 있고, 미국 대통령(미국 최초의 이성애자 여성 대통령)이 된 적도 있는데 모두 가족들의 횡포에 결국은 수포로 돌아간다. 84년 LA올림픽 마지막 날 태어났다는 에피소드도 있고 1990년에 3살이었다는 에피소드도 있지만 다른 캐릭터들과 마찬가지로 나이를 먹지 않는다.아까 화를 가족들의 행동에 화를 자주 낸다고했다.시즌 30할로윈 특집에는 밀하우스,바트,넬슨을 납치하고 바트를 제외한 사람들을 죽였는데, 그것도 분노 때문이었다.(바트를 죽이지 않은 이유는 바트가 살려달라고 애원해서 리사가 제정신으로 돌아왔기 때문이다)또 칼을 던졌다가 바트가 맞아서 죽인 적과 새로 나온 삼십사 시즌에서 데스 북을 발견해 죽음의 신이 돼기도 했다.

### 매기 심슨(Maggie Simpson)
풀 네임은 마가렛 심슨(Margaret Simpson). 심슨 가족의 작은 딸로서 갓난아기이다. 아직 너무 어리기 때문에 말을 하지 못하지만 뛰어난 작전능력을 가졌다. 마지심슨을 닮아 힘이 장사급이다. '아빠(daddy)'라는 단 한 마디의 말을 한 적이 있는데, 혼자 있을 때한 말이라서 다른 가족들은 듣지 못했다. 매기가 어른이 된 미래 장면에서는 누군가에게 방해받아 말하는 것을 들을 수가 없다. 다만, 리사의 결혼식 축가를 부르려고 나왔을 때 헛기침을 하는데 기침소리는 바트의 목소리와 같았다. (본래 줄거리와 상관없는 할로윈 특집에서는 캉의 목소리를 낸 적이 있다.) 애기이지만 가끔은 놀라운 모습을 보여준다 (마피아를 제압하는 사격실력, 색소폰 불기 ,포커 하기 등 ).

### 에이브러햄 심슨(Abraham Simpson)
호머의 아버지. 절대 가고 싶지 않았던 양로원에서 살고 있다. 거짓말같은 이야기를 길게 하기 때문에 심슨 가족들 모두로부터 소외되고 있다. 이야기를 하고 있다가 중간에 잠이 들기도 한다. 여러 가지 특별한 모험담 특히 전쟁 참전 이야기를 많이 하는데 사실인 것도 있고, 거짓인 것도 있다. 그의 이야기를 아무도 성실하게 듣지 않기 때문에 이 이야기들은 별로 널리 알려지지 않았다. 제2차 세계대전 중 헬피쉬 부대의 일원으로 독일에서 싸워 히틀러를 저격(당시 부하였던 번스의 방해를 받는다)하는 등 활약을 해서 훈장을 받았다. 참전 당시를 회상하는 장면에서 번스 사장(81~123세)이 교활한 후임으로 항상 등장하지만 에이브 심슨의 나이는 75-80세로 설정되어 있는데 번스가 초대FBI국장의 비리를 방해하다가 걸렸기 때문이다. 자신이 화장실의 발명자라고 주장한다.

### 故모나 심슨(Mona Simpson)
호머의 어머니(74세). 에이브러햄의 아내로 진취적인 사상을 가지고 있었다. 시즌 7때(첫등장) 히피들과 함께 번스의 세균 연구실을 파괴하려 하였으나 번스의 눈에 띄어 30여 년째 도망 중이었다. 때때로 호머를 만나러 오고, 뒷날 무죄 혐의를 받아 호머의 집에서 살게 되나 국립공원에 가명으로 서명한 죄명으로 다시 수배생활 중이다.(시즌15) 시즌 19때 다시 돌아오지만 의자에 앉은 채로 숨을 거둔다. 유언으로 자신의 유해를 이용해 반전운동을 할 것을 지시한다.

### 故 올리버 심슨(Orville J. Simpson)
호머의 할아버지. 스코틀랜드에서 살다가 에이브를 데리고 미국으로 이민을 온다. 처음에는 집이 없어서 자유의 여신상 꼭대기에서 살았다. 나이는 130살로 현 시점으로는 이미 고인이 되었다.

### 故 오스왈드 심슨(Old Tut Simpson)
에이브의 할아버지.올리버 심슨이 에이브의 목을 조를 때 올리버 심슨의 목을 조른다.

### 휴고 심슨(Hugo Simpson)
할로윈 특집에 나온 바트의 샴쌍둥이 형제. 원래는 선한 아이였으나, 히버트 박사의 실수로 악한 아이로 판명되어 평생을 다락방에서 지냈다. 그 덕분에 성격이 삐뚤어져서 다시 원래 성격으로 돌아가기 위해 바트와 결합 수술을 하려고 했다.

### 패티 부비에와 셀마 부비에(Patty and Selma)
마지의 언니들. 역시 허스키한 목소리를 가지고 있다(~45세). 쌍둥이이자 애연가이며, 운전면허 시험장에서 일한다. 극중 꾸며낸 인물인 트로이 맥클루어의 팬이다.《맥가이버》의 팬이기도 하다. 한번은 맥가이버를 납치해서 능력을 시험해 보기도 했었다. 여행 다니는 것을 좋아하며 여행사진을 심슨가족에게 프로젝터로 상영하는 것을 즐기나 마지를 제외한 심슨가족은 이것을 매우 싫어한다. 쓸모없는 대량의 기념품(조개껍데기)을 가져와 손질하도록 시키기도한다. 둘 다 다리에 털이 많고 뚱뚱해서 바트와 리사가 매우 싫어한다. 호머를 혐오하며 마지가 그와 헤어지길 바라고 있다. 한 에피소드에서는 셀마가 사이드쇼 밥과 결혼을 하기도 했지만 밥이 셀마를 죽이려는 것을 알아챈 바트의 활약으로 셀마는 살게 되기도 한다.

### 재클린 부비에(Jacqueline Bouvier)
마지의 어머니로 마지와 같은 머리모양을 하고 있다(70-75). 비관적이고 여성패배적인 사고방식을 가지고 있다. 에이브와 번스의 두 사람이 그녀를 둘러싸고 싸운 적이 있다. 번스와의 결혼식에 에이브가 들이닥쳐 결국에는 어느 쪽도 선택하지 않았다. 현재는 에이브와 다른 양로원에서 살고 있다. 에이브와 결혼을 하려고 했던적도 있다.

### 故 클랜시 부비에(Clancy Bouvier)
마지의 아버지. 여객기 승무원으로 1985년 폐암으로 인해 고인이 되었다.

### 링 부비에(Ling Bouvier)
셀마가 입양한 중국인 출신의 여자아이.

### 산타의 작은 도우미(Santa's Little Helper)
그레이하운드 종의 개. 원래는 경주견으로서 만년 꼴찌만 하다가 크리스마스날 마지막 경기까지 꼴찌를 하고 옛 주인으로부터 버림받는다. 이 이야기는 시즌 1의 1화이다. 그 때, 경기장에 있던 호머와 바트가 산타 도우미를 집으로 데리고 왔다. 이후 심슨 가족의 일원이 된다. 스노우볼 2세와 사이가 좋다.'treehouse of horror'편에서는 스노우볼 2세를 작은 블랙홀속에 쳐 박아놨다고 나온다.

### 故 스노우볼 1세(Snowball I)
과거에서 심슨 가족이 기른 고양이. 그러나 차사고로 죽고 만다. 한번은 할로윈 특집에서 리사는 스노우볼을 보고싶어 바트가 흑마법으로 스노우볼을 부활시키기 위해 흑마법을 사용했다가 좀비들을 부활시킨 적이 있다.(이후 산 채로 등장한 적은 없다.)

### 故 스노우볼 2세(Snowball II)
심슨 가족이 기르는 고양이. 차사고로 죽은 스노우볼 1세를 대신하기 위해 호머와 마지가 주워온 고양이로 스노우볼 1세를 쏙 빼닮았다. 스노우볼 1세는 흰 고양이지만, 스노우볼 2세는 검은고양이다. 나중에 어째서인지는 모르지만 갑자기 심슨 가족의 주치의인 히버트 박사의 차 앞으로 뛰어들어 죽는다.

### 故 스노우볼 3세(Snowball III)
수컷인 갈색 고양이. 금붕어를 잡으려 하다, 어항에 빠져 익사하고 만다.

### 故 콜트렌(Coltrane)
수컷인 은색 고양이. 스노우볼 4세(Snowball IV)라고 부른다. 그러나 아쉽게도 시끄러운 소리를 싫어해서 창문으로 뛰어들어 추락사한다.

### 스노우볼 5세(Snowball V) = 스노우볼 2세
스노우볼 2세와 똑같이 생긴 고양이다. 우리가 알고있는 스노우볼 5세는 캣 레이디가 죽은 스노우볼 2세와 똑같이 생긴 검은 고양이를 심슨가족들에게 선물로 준 것이다. 선물받은 고양이(스노우볼 5세)는 죽지않고 스노우볼 2세로 불리며 현재까지 잘 살고있다.

### 허버트 파월(Herbert Powell)
호머의 이복형. 하버드 대학 출신으로 똑똑하고 온화하며 인품이 좋다. 디트로이트에서 자동차 회사를 경영하다가 호머의 존재를 알고 심슨 가족을 초대했다. 회사의 운명이 달린 프로젝트를 호머에게 맡긴 것이 문제가 되어 파산하고 노숙자가 되었다. 이후 심슨 가족의 지원을 받으며 아기 말 번역기를 발명해서 다시 부자가 되었다. 이후에 호머와 마지가 바트,리사의 후견인을 구하러 다니는 에피소드에서는 허버트에게 전화하니 다시 가난해졌다는 내용의 자동응답 메시지가 나온다.

### 에이비 심슨(Abby Simpson)
호머의 이복 누나. 에이브러햄 심슨이 영국 여자와 어쩌다 하룻밤을 같이 보내면서 태어난 딸로 호머보다 15살이 더 많다. 생김새가 호머랑 똑같은데 단지 호머 얼굴에 단발 머리를 붙이고 수염만 뺀 얼굴이다. 호머처럼 먹을 것과 맥주를 좋아한다.

## 스프링필드 주민

### 플랜더스 가족(The Flanders)
네드 플랜더스(Ned Flanders)
독실한 기독교 신자. 비트족인 부모에게서 자라났으며, 어렸을 땐 동급생을 폭행하는 등 심각한 문제아였다. 정신과적 치료를 통해 그것을 극복하였으며 그로 인해 분노를 느낄 때면 알 수 없는 추임새를 넣어 말('~idly, ~odly')을 한다. "알았다"라는 뜻으로 "okley dokley"란 말을 자주 사용한다. 항상 모든 것을 기독교적 가치관을 기준으로 살아가며 평생 유흥을 즐긴 적이 없을 정도로 절제 된 삶을 살고 있다. 그러나 호머 심슨의 유혹에 넘어가 방탕한 생활을 한 적도 있다. 자신이 다니는 교회의 목사보다 신앙심이 깊다. 호머의 장난에 수도 없이 당하고 그에게 자신의 물건도 뺏기며 항상 조롱의 대상이 되지만 겉으로는 전혀 분노하지 않는다. 하지만 일부 에피소드에선 호머를 증오하는 감정을 직접 표출하기도 한다. 기독교적인 것과 반대되는 모든 것들을 경멸하며 자식인 로드와 토드가 그런 것들에 접근하지 못하게 하려 애쓴다. 약국을 운영하다 패업하고 왼손잡이 전용 가게를 운영하고 있다. 극중 기독교 라디오 방송인 FEBC의 애청자이다. 바트와 리사를 강제로 세례하려다가 호머와 마지의 저지로 인해 실패했다. 확률과 관련된 모든것을 도박이라고 생각해서 주사위 게임을 할때도, 무조건 한칸씩 말을 움직인다. 실제 나이는 60살이 넘었지만 30대로 보일정도로 매우 건강하고 동안이다. 캐치프레이스는 안녕 이웃들!(Hi-diddly-ho neighbourino!) 시즌 22 마지막에서 팬들의 투표로 인해 시즌 23부터 에드나와 함께 살게 된다.(결혼식 에피소드는 방영되지 않았다.)
故 모드 플랜더스(Maude Flanders)
네드의 아내, 기독교적 신앙심으로 아이들을 키운다. 그러나 차 경주 대회에서 치어리더들이 대포에 장착해서 쏜 옷 뭉치에 맞아 관람석에서 떨어져 죽는다. 본디 그 옷은 호머가 쏘아달라고 했던 것이었으나 호머가 고개를 숙이는 바람에 뒤에 있던 모드가 옷뭉치를 맞고 떨어져 추락사한 것. 심슨가족 할로윈 에피소드에서 간간히 등장하며 시즌23  할로윈 에피소드에서는 모드가 악마의 부인으로 잠깐 나오기도 했다.
로드 플랜더스(Rod Flanders)
네드의 장남, 다른 아이들과는 다르게 기독교 학교에서 공부하는걸로 나오는 데 가끔씩 스프링필드 초등학교에 다니는 모습이 나온다. 아빠 네드가 옆집 이웃인 호머에게 구박받듯이, 로드는 바트에게 구박받는다. 때로는 호머를 잘 따르며 아빠 네드가 금지시켜 논 성인용 채널들을 호머가 보여주자 한동안 그 채널에서 헤어나오질 못했다. 순수한만큼 유해한 문화나 저급한 속어 따위에 잘 물드는 면이 있다. 미래를 보여주는 에피소드에서 동성애자(Freddie Mercury로 형상화)로 나온다.
토드 플랜더스(Todd Flanders)
토드 플랜더스는 네드의 차남, 역시 형인 로드와 같이 바트의 장난거리이다. 아빠 네드가 옆집 이웃인 호머에게 구박받듯이, 로드는 바트에게 구박받는다. 때로는 호머를 잘 따르며 아빠 네드가 금지시켜 논 성인용 채널들을 호머가 보여주자 한동안 그 채널에서 헤어나오지 못했다. 순수한만큼 유해한 문화나 저급한 속어 따위에 잘 물드는 면이 있다. 미래를 보여주는 에피소드에서 동성애자(Freddie Mercury로 형상화)로 나온다.

### 모의 술집(Moe's Tavern)
모 시즐랙(Moe Szyslak)
호머가 단골로 가는 술집의 주인. 추악한 외모에 성격이 좋은 편은 아니며 무뚝뚝하다. 바트의 장난 전화에 수도 없이 당한다. 한 때 유능한 복서였다. 그 때 신문사진 스크랩, 트로피 등은 모의 술집 여자 화장실에 모셔져있다. 1979년 이후로는 여성 손님이 없어서 그 곳을 개인 사무실로 쓰고 있다. 호머가 맷집이 쎄서 호머에게 권투 선수 생활을 짧게 하게 만들기도 했다. 예전에 자신의 추악한 외모를 한탄하며 얼굴 성형 수술을 하여 드라마까지 출연하였으나 도중에 세트가 무너져서 얼굴을 눌러 다시 원래 얼굴로 돌아왔다. 리사에게 도움을 받고 거짓말을 한 뒤 버몬트의 유명한 시인이 되기도 했었지만 결국엔 사실을 말한다. 취미는 크리스마스에 자살하기이다. 대부분의 여자와 사이가 좋지 않고 이를 비관하나 범죄자의 전 애인이었던 꽃파는 여자, 난쟁이 여자. 미세스 크라버플(!)와 사귄 적이 있다. 그리고 시즌15에서 "나처럼 영구비자나, 진짜 미국인 만 오는 곳이야, "뭘 그렇게 봐? 나 네덜란드 인이야." 등 그런 말들 을 해서 모가 네덜란드에서 온 사람으로 추정되기도 한다.
바니 검블(Barney Gumble)
호머와 어렸을 때부터 함께 지낸 친구로 호머의 가장 친한 친구이다. 알코올 의존증으로 언제나 모의 가게에 있다. 본래는 하버드 대학을 목표로 할 만큼 성적이 우수했지만, SAT시험 직전 한번 호머가 권유한 맥주를 마신 후 계속 술에 빠져 살고 있다. 아주 가끔 알코올 의존증에서 깨면 정상적이고 유능한 모습을 보인다. 예술, 특히 음악에 유능한 재능이 있다.
칼 칼슨(Carl Carlson)
호머가 다니는 원자력발전소의 직장 동료이자 어릴적 친구이며 술친구. 워낙 레니 레너드와 같이 붙어있기에 동성애자로 오해받는다. 심슨 가족 시즌21에서는 호머보다 지능과 학력이 높은 것으로 밝혀졌다. 어떤 에피소드에서는 아내가 있는 걸로 추정되는 말을 한다. (호머와 친구들이 슈퍼볼을 보러 가는 에피소드에서 반지를 얻은 뒤에 "이건 내 아내한테 줘야지"라는 말을 함.) 호머한테 종종 잊혀지는 존재로 나온다. 참고로 이름인 칼은 성인 칼슨의 애칭. 그리고 시즌24에서 칼이 복권 상금을 훔치고 아이슬란드로 도망칠때 리사의 도움으로 칼 칼슨이 아이슬란드 출신이며 입양되었다는 사실을 호머와, 모, 레니, 마지한테 알렸다.
레니 레너드 (Lenny Leonard)
호머가 다니는 원자력발전소의 직장 동료이자 어릴적 친구이며 현재는 술친구. 워낙 칼 칼슨과 같이 붙어있기에 동성애자로 오해받기도 한다. 썰렁한 유머를 하여 분위기를 죽이며 자신 스스로도 흥미로운 점이 없다. 어느 에피소드는 상사인 번즈가 스프링필드 주민들에게 관심은 끌기 위해 뿌린 은화에 머리를 박아 피가나는 것으로 여자에게 작업(?)을 걸었지만, 징그럽다는 이유로 단발에 차인다. 참고로 이름인 레니는 성인 레너드의 애칭이다.
샘과 레리 (Sam and Larry)
샘은 안경을 착용하고 모자를 썼으며, 레리는 탈모에 오렌지색 자켓을 입고 있으며, 돌고래 2마리를 한꺼번에 잡을 정도로 힘이 쎄다. 성은 알려져 있지 않고 이름만 있다.

### 기타 등장인물
아그네스 스키너 (Agnes Skinner)
시즌 1 "The Crepes of Wrath" 에피소드부터 등장한 세이모어 스키너 교장의 어머니다. 세이모어를 "스팽키 (Spanky)" 라고 자주 부른다. 에피소드를 거듭할수록 그녀의 성격은 더욱 거칠어지는 듯하다. 괴짜이며 한때 아들의 상사인 차머즈 교육감이나 만화방 주인 제프 앨버슨과 교제하였다. 세이모어를 어린아이처럼 여기며 매몰차게 대한다. 세이모어의 애인 크라버플을 무지 싫어하는듯하다. 아그네스는 세이모어의 아버지인 쉘던 스키너 (Sheldon Skinner)와 결혼했지만, 쉘던이 죽고 3번의 결혼은 더 하게 된다. 젊었을 때는 복엽식 비행기 날개위를 걸어다니는 묘기를 했었다.
아그네스라는 그녀의 이름은 시즌 7의 "Bart the Fink" 에피소드에서 공개되었다.
아키라 (Akira)
아키라는 시즌 2 "One Fish, Two Fish, Blowfish, Blue Fish" 에피소드부터 등장한 스프링필드의 일식당인 'The Happy Sumo' 의 웨이터이다. "One Fish, Two Fish, Blowfish, Blue Fish" 에피소드부터 "When Flanders Failed" 에피소드까지는 조지 타케이 (George Takei) 가 목소리를 맡았지만, 이후로는 행크 아자리아 (Hank Azaria)가 이 역할을 맡고 있다.
아푸 나하사피마페틸론(Apu Nahasapeemapetilon)
풀네임에서 성은 이름보다 더 길며 스펠링과 발음이 그대로 일치한다. 인도 출신으로 힌두교도이며 인도억양의 영어를 구사한다. 채식주의자이다. 퀵-이-마트라는 편의점을 운영하고 있다. 아푸는 인도 캘커타 공과 대학교에서 수석졸업을 하여, 스프링필드 고등과학대학교로 유학을 오게된다. 매우 성실한 이민자로서 24시간 영업 중 20시간을 근무한다. 시즌 초기에는 불법 이민자 신분이었지만 새롭게 시행된 이민자 시험을 통과하여 시민권을 얻게된다. 바가지를 자주 씌우며 유통기한이 지난 음식도 마구 판다. 자주 강도와 비행청소년들에게 습격당한다. 캐치프레이즈는 "Thank you, Come again!(감사합니다, 또 오세요!)"이다. 일부 에피소드에서 폴 매카트니 등 비틀즈와 친밀한 사이로 나온다. 정략결혼한 만줄라를 매우 아끼며 이벤트를 거창하게 벌여 스프링필드 남자들로부터 눈총을 받는다. 만줄라와 사이에 자식을 8쌍둥이(푸남, 샤시, 프리아, 우마, 아누, 상디, 나빈두, 기트) 두고 있으며 양육에 금전적 어려움으로 인해 동물원에 맡기지만 쇼에 동원하는등 악용되어 호머의 도움으로 되찾는다. 아내와 아이들과의 삶에 염증을 느끼며 한 번은 다른 사람으로 변장한 뒤에 인도에서 가게를 연 적이 있다.스퀴시 파는 여자랑 바람피운적이 있다.(방에서 섹스하는걸 ㅎ호머가 목격했다
만줄라 나하사피마페틸론(Manjula Nahasapeemapetilon)
아푸의 아내. 인도에서 있다가 아푸의 어머니의 중매로 결혼하게 되었다. 남편이 장시간 일하는 것을 불평안하고 바라보는 착한 아내이다. 그런데 최근에는 바가지를 긁거나 부부싸움을 하는 모습들이 자주 나온다.
스네이크 제일버드(Snake Jailbird)
매일 아푸의 퀵-이-마트를 터는 강도이며, 짐보, 돌프, 커티같은 청소년들에게 스테로이드를 판다. 사이드쇼 밥과 같이 옥에 갇혀 지낸다. 성실하고 젊은 고고학자였지만 어느날 모 씨즐렉에게 박물관에 맞기려던 금화를 도둑맞고 즉시 사회에 대한 분노를 느껴 범죄자의 길로 들어섰다. 자신하고 똑같이 생긴 아들이 있다.
길 건더슨(Gil Gunderson)
여러 가지 영업직에 근무하나 계약을 성사시키지 못하거나 성사직전에 빼앗기곤한다. 검은색 넥타이가 인상적이다. 나이는 40대 중반정도 된다. 주관이 없는 성격이며 사람들이 시키는 대로 곧잘 따라한다. 신문 회사에서 일했고 코스팅턴이 운영하는 백화점에서도 일했었다. 하지만 결국엔 해고당하는데, 심슨 가족의 집에 얹혀 살다가 사업이 잘 되어 사장까지 했다. 하지만 그에 대한 마지의 불만에 의해 회사가 망하고 또다시 궁핍하게 산다. 시즌 19에서 총격을 받고 사망하였지만, 그 뒤에도 멀쩡하게 살아서 등장한다.
프링크 교수(Professor Frink)
IQ 197의 과학자로서 기이한 발명품들을 만들어 낸다. 엄청한 발명을 하고는 있지만, 정상적인 것은 없어서 자주 고장이 난다. 멘사 회원이다. 시즌 16에 미래에 목을 매 자살하는 것으로 예견된다. 평상시에는 여자들이 싫어하는 타입의 성격이지만, 에이브 심슨과 호머 심슨이 만든 정력제를 먹었을 때와 최면을 당했을 때는 카사노바로 변신한다. 켄트 브록먼의 말을 빌리자면 전화하면 항상 집에 있는 사람 이라고 한다.
줄리어스 히버트 박사(Dr. Julius Hibbert)
존 홉킨스 대학 출신의 의사로서 45세이고 흑인이며 스프링필드 종합병원에서 근무한다. 심슨 가족이 가입한 의료보험에서 지정한 주치의이다. 성격이 원만하고 실수가 없다. 항상 농담을 하고 혼자서 웃는다. 별다른 의미가 없는 곳에서 갑자기 웃기 시작하는 것이 특징이며 이는 자신의 스트레스를 억제하기 위한 행동임을 밝힌적이 있다. 공화당원이며 멘사에 가입되어 있다. 과거 회상하는 장면에 나올 때면 항상 색다른 헤어스타일을 가지고 나오는 것이 볼거리. 호머가 자신의 이복형인 하버트 파월을 찾으러 고아원에 갈 때 히버트 박사랑 똑같이 생긴 사람이 등장하고 그 사람도 자신의 동생을 찾고 있다고 말하는 걸로 봐서는 형제가 있는 것 같다. 시즌6 에피소드 22화에서 잇몸병(입냄새) 머피는 혼자 웃는 버릇의 의사 동생이 어딘가에 있다고 하며 히버트 박사는 재즈뮤지션인 형이 어딘가에 있다고 한 것으로 보아 아마 두 사람이 형제 사이가 아닐까 추측한다.
버니스 히버트(Bernice Hibbert)
줄리어스 히버트 박사의 아내. 남편처럼 별거 아닌일에 자주 웃어댄다.
마빈 먼로 박사 (Dr. Marvin Monroe)
정신과 의사이며, 시즌 1에 자주 출연했다. 죽었다는 소문이 있었으나 사실 그는 지금 매우 중태이다. 그의 치료가 심슨가족에게 완전히 역효과를 내서 진료비를 2배로 돌려주었다.
닉 리비에라 박사(Dr. Nick Riviera)
아르헨티나 이민자 출신으로 비정상적인 치료를 해주는 의사이면서 가짜 의사로 등장하기도 한다. 의학박사 학위의 진위를 알 수 없다. 호머 심슨의 심장수술을 리사의 도움을 받아 집도했다. 심슨 가족 영화 말미에서 유리 돔의 파편에 맞아 사망하지만 제작자측에선 아직 죽은것이 아니라고 한다. 그는 시즌20 에피소드2에서 모습을 잠깐 드러낸다. 캐치프레이즈인 "Hi Everybody(여러분 안녕!)"을 외치면 어떤 상황에서건 사람들이 Hi Dr. nick이라고 대답한다.
루안 밴하우튼(LuAnne Van houten)
밀하우스의 어머니로 남편인 커크와 심슨가족이 주최한 저녁파티에서 이혼한다. 그 뒤로는 화려한 남성 편력을 보였다. 시즌 19에서 재회한다.
커크 밴허우튼(Kirk Van houten)
밀하우스의 아버지, 장인의 도움으로 비스킷회사의 중역이었지만 이혼후 해고당하고 능력이 없어 생계의 어려움을 겪고 있다. 전 부인인 루안과 시즌 19에서 재혼한다.
고양이 할멈(Cat Lady)
본명은 엘레노어. 하버드 의대와 예일 법대를 동시에 졸업했지만 스프링필드에 이주해 살면서 고양이에 미친 정신병자가 된다. 가끔씩은 정상적으로 말을 하는 모습이 나올때도 있고, 아주 잠깐 마지의 도움으로 정상으로 돌아간 적이 있다.
다이아몬드 조 큄비 시장(Mayor Diamond Joe Quimby)
풀네임은 조지프 피츠제럴드 오말리 피츠패트릭 오도널 디 에지 큄비(Joseph Fitzgerald O'Malley Fitzpatrick O'Donnell The Edge "Joe" Quimby). 스프링필드의 시장. 전형적인 부패한 정치인. 시장인 것을 나타내는 휘장을 항상 몸에 걸치고 있다. 부정 축재를 하는 일도 자주 있으며, 시장의 권력을 이용해 여자를 꼬시는 일도 많다. 한때는 시장 집무실 한편에 자신이 꼬인 여자들과 같이 수영할 풀을 은밀히 만들어 물의를 빚었다. 집무실의 비상벨을 누르면 무희들이 나오도록 장치해 놓았다. 민주당 소속이나 공화당 회의에도 몰래 참석하는 등 이중적인 모습을 보인다. 미국 대통령인 존 F. 케네디에게서 캐릭터를 빌려온 인물로 보스턴식 발음을 쓴다.
프레디 큄비(Freddy Quimby)
큄비 시장의 조카. 삼촌의 권력을 믿고 여러 불당한 짓을 한다.
라이오넬 허츠(Lionel Hutz)
능력과 책임감 부족한 변호사. 그가 변호를 맡아 이긴 적은 별로 없다. 법률사무소가 잘 되지 않자, 부동산 중개업도 겸업한다. 시즌10 이후 성우가 사망하여 더 이상 출연하지 않는다.
클랜시 위검 경찰서장(Police Chief Clancy Wiggum)
스프링필드의 경찰서장. 큄비 시장의 호감을 사초고속 승진을 했다. 랄프의 아버지. 무능하고 멍청하며 일을 대충대충 한다. 항상 도넛과 커피를 탐하며 공공연히 뇌물을 받는다. 호머에게 뇌물을 요구한 적이 있지만, 호머가 그것을 이해하지 못해서 뇌물을 받지 못했다. 경관 루를 총애하는 동시에 그를 질투하거나 못마땅해 하기도 한다. 실제로 루나 바트가 그보다 더욱 능력이 뛰어나다.
티모시 러브조이 목사(Reverend Timothy Lovejoy)
대부분의 등장인물이 매주 다니는 교회에 있는 목사. 자기 일을 별로 열심히 하지 않고, 설교는 지루하고 졸리다. 사사건건 전화로 상담을 해오는 플랜더스 때문에 취미활동을 망치곤 한다. 때문에 플랜더스를 답답해하며 싫어한다. 철도 모형이 취미이다. 원래 그가 스프링필드에 도착할 때까지만해도 활기차고 일에 열정을 가졌었는 데 도착하자마자 네드가 별 거 아닌 일로 그에게 상담을 요청하는 등, 그의 성격을 바꿔 놓게 된다.
헬렌 러브조이(Helen Lovejoy)
러브조이 목사의 부인으로 말이 많고 가십거리를 좋아한다. 메리케이 뷰티컨설턴트로 남편보다 많은 수입을 자랑하며 남편을 무시하기도 한다.
제시카 러브조이(Jessica Lovejoy)
러브조이 부부의 딸로 신학교에 갔으나 성품이 바르지 못해 퇴학당했다. 바트의 첫번째 여자 친구이기도 하다.
제프 앨버슨(Jeff Albertson)
코믹 북 가이(만화방 주인, Comic Book Guy)로 더 잘 알려진 만화방의 주인으로 수집 오타쿠이다. 40대 중반이며 멘사 회원이다. 캐치프레이즈는 "worst…ever(최악의…다.)". 매우 뚱뚱하며 그 때문에 심장마비에 걸린 적도 있다. 애그너스 스키너랑 사귄 적이 있다.
한스 몰맨(Hans Moleman)
언제나 비참한 일을 당하는 불운의 남자이다. 호머의 양아들이 된 적이 있다. 겉보기에는 노인 같고 키도 매우 작지만, 실제 연령은 31세이다. 많은 에피소드에서 죽지만, 계속 출연해서 언제 되살아날지 모른다. 작중 두더지와 닮았다고 종종 언급된다.
쿠키 콴(Cookie Kwan)
아시아계 부동산 중개업자. 말이 많고 손님들을 끌어들이려 호객행위도 서슴지 않는다.
호레이시오 맥컬리스터(Horatio McCallister)
씨 캡틴(바다 선장, The Sea Captain)으로 잘 알려진 해산물 음식점 주인. 그러나 음식점은 장사가 안되며 일을 대충 하여 다른일도 겸업을 하고, 원래는 선장임에도 불구하고 바다를 싫어한다. 캐치프레이즈는 "Yar....(해적들의 감탄사)."
디스코 스투(Disco Stu)
디스코 마켓에서 일하는 사람. 항상 디스코 음악에 맞춰 춤을 춘다. 택시에 몰래카메라를 달아서 인터뷰하는 TV 프로그램에서 자신은 디스코를 싫어한다고 밝힌다.
루(Lou)
위검서장의 부하경찰중 흑인. 위검서장과 달리 유능하고 성실하다. 성은 밝혀지지 않았다.
에디(Eddie)
위검서장의 부하중 백인, 루의 동료이다. 역시 성이 없고 이름만 있다.
재스퍼(Jasper)
에이브의 양로원 친구. 정신이 약간 오락가락 한다. 역시 성이 없음.
故 잇몸병 머피 (Bleeding Gums Murphy)
시즌 1부터 나오기 시작했으며 시즌 6에 공식적으로 사망. 리사의 색소폰을 호머가 시즌 9에 부숴버리기 전까지 사용했었음. 모순되게 리사가 머피의 색소폰을 물려받았음에도 시즌 9에 그 색소폰은 호머가 리사에게 사준것으로 나온다.
더프-맨 (Duff-Man)
더프 맥주의 마스코트. 자주 하는 말은 "Oh, Yeah!"이다. 3명의 더프-맨이 존재한다. 이들 중 한명은 유대인이다.
사라 위검 (Sara Wiggum)
위검 서장의 아내이자 랄프 위검의 어머니.
故 팻 토니(Fat Tony)
스프링필드 마피아의 두목. 항상 시가를 가지고 다닌다. 하지만 호머가 어떤 하나의 FBI 요원 스파이 활동을 발견했는데, 심장마비로 죽고 만다. 그 뒤에 나오는 팻 토니는 사실 사촌인 핏 토니로 원래 근육질의 몸을 가지고 있었지만 팻 토니의 조직을 운영하면서 부담감을 느껴서 음식을 많이 먹게 되어 팻 토니의 모습과 비슷해지고 그 뒤로는 그냥 팻 토니로 불리게 된다.
스나이더 판사(Judge Snyder)
스프링필드 법원의 판사. 항상 검사 편을 든다. 그러나 때로는 너그러운 판결을 하기도 한다.
클레투스 델 로이(Cletus Del Roy)
스프링필드에 사는 사람으로 약간 얼뜨기이다. 다만, 자녀 수가 20명이 넘는다. 팔의 문신과 머리카락 색 등이 스네이크 제일버드와 닮았다.
브랜디 델 로이(Brandine Del Roy)
클레투스의 아내. 외양이 남편과 닮았다. 남편인 클레투스와 남매 지간이기도 하기 때문이다.
제럴드 샘슨(Gerald Samson)
"Sweet Seymour Skinner's Baadasssss Song" 에피소드부터 등장한 "일자 눈썹 아기"로 알려진 매기의 철천지 원수. 제럴드는 종종 심슨 가족의 집 앞에 유모차에 탄채로 등장해 매기와 서로를 노려본다. 제럴드의 이름은 "The Canine Mutiny" 에피소드에서 공개되었다.

## 스프링필드 원자력 발전소
찰스 몽고메리 번스(Charles Montgomery Burns)
스프링필드 원자력 발전소의 사장. 갑부이다. 그러나, 착취를 많이하여 주민들의 원성을 듣고 있다. 가난한집 출신이지만 부잣집에 흔쾌히 입양되었다. 자신의 형제자매를 모두 독살하거나 사고사로 위장해 살해하여 유산을 모두 물려받은것으로 보인다. 유달리 어릴 때 잃어버렸다가 간신히 찾은 곰인형 '보보'(Bobo)를 좋아하여 밤에 껴안고 잔다. 예일대학교 출신이며 대학생 시절에는 인기있는 미식축구 선수로도 활약했었지만, 104세가 된 현재는 종이컵도 못 구길 정도로 힘이 없고, 몸이 약하다. 하지만 일가족 중에 자식을 제외하곤 번스가 가장 어리다. 신변 보호를 포함해 대부분의 일을 스미더스에게 시키고 있다. 수도 없이 호머를 만나지만 그 다음번에 만날 때마다 전혀 그를 기억하지 못한다. 매기에게 총격을 당했던 적이 있다. 많은 병에 걸려있지만, 그 병들이 균형을 유지하고 있기 때문에 건강하다고는 한다. 원래는 정확히는 죽기직전 상태.그다지 건강하진않다. 그러나 시즌 23 9화에 의하면 번스는 130살이 넘어도 살아 있는 것으로 나온다.(시즌 23 9화가 현재의 30년 정도 뒤 이야기를 하고 있기 때문이다. 그리고 130살이라고 언급되진 않았고 나이는 추측이다.) 에피소드들을 살펴보면 그는 개미에게조차 지는 사람이란것을 알 수 있다. 공화당원이다. 말버릇은 '훌륭해(Excellent).'이다.
웨일런 스미더스(Waylon Smithers)
번스의 비서실장으로 번스를 위한 약 2,800여 가지의 일을 한다. 동성애자이며 노인에 대한 성적 취향을 가지고 있어 번스 사장을 좋아한다. 수시로 그에게 고백할 기회를 노린다. 자신의 집 컴퓨터를 켤 때 번스 사장의 얼굴과 함께 성적인 말을 하면서 켜진다. 말리부 스테이시라는 여자 인형의 팬으로, 모든 제품을 집에 소장하고 있다. 말리부 스테이시를 주인공으로 한 뮤지컬에도 출연한 적이 있다. 그 외에 여러 가지 예술적 재능을 지니고 있다.
그의 아버지는 옛날 원자력 발전소에서 몽고메리 번스와 일을 했으며, 원자력 발전소를 위험에서 구하고 죽었다.
래리 번스(Larry Burns)
번스의 숨겨진 아들로 당시 번스의 대학동기였던 한 여성의 딸과 박물관에서 관계를 맺고 낳은 자식이지만 엄마로 인해 수녀원에 보내지면서 줄곧 불우하게 살아왔다. 기념품 가게를 운영하다가 근처에 정착한 기차에서 우연히 번스를 보고 아버지라 확신하고 스프링필드에 와서 친자 확인을 받는다. 무능하고 무절제한 성격 때문에 아버지에게 욕을 많이 먹지만 유순하고 낙천적이다.
故 프랭크 그라임스(Frank Grimes)
발전소의 직원 중 한 명으로 유년기를 불우하게 보냈지만 고학으로 대학까지 졸업을 하고 번스가 그의 사연을 듣고 감동하여 부사장 직책을 받을 뻔했으나, 이번엔 그가 장애를 극복한 개 이야기에 감동하는 바람에 개가 부사장이되고 호머와 같은 곳에 배치된다. 항상 일을 대충 대충하는 호머를 질책하다가 그를 골탕 먹이려고 한 일이 오히려 그를 칭찬 받게 하자 화가 나서 호머처럼 행동하다가 고압선에 감전되어 죽고마는 비운의 캐릭터이다. 후에 프랭크의 아들이 나타나 호머에게 복수하려 한다.

## 스프링필드 초등학교
시모어 스키너 교장(Principal Seymour Skinner)
스프링필드 초등학교의 교장. 원래 이름은 아민 탬제리언(Armin Tamzerian)으로 반항아 기질의 고아였다. 그러나 베트남 전쟁 참전 중, 진짜 시모어 스키너의 보살핌으로 감명받았고, 진짜 스키너가 실종되자 스키너로 행세하며 교장까지 오른다. 항상 바른 생활을 강조하며 엄마에게 의존적인 숫총각이다. 바트와 앙숙이며 매일 바트를 저지할 궁리를 하지만 당하고만다. 멘사 회원이자 스프링필드에서 정상적인 지능을 가진 사람중에 한명이다. 땅콩 알러지를 가지고 있으며, 땅콩의 미립자라도 피부에 닿으면 몸이 부풀어 올라 기도가 막혀서 죽을 수도 있다. 바트 심슨이 이 사실을 알아버려서 온갖 장난을 다 하지만, 곧 스키너도 바트가 새우 알러지가 있다는 걸 알아서 결국 둘은 결투를 하다가 새우와 땅콩이 둘 다 들어있는 요리에 빠진다. 10여년 전에는 성격도 활발하고 아이들과 잘 어울렸지만 학교의 악동에 의해서 지렁이로 가득찬 수영장에 1주일 넘게 있다가 나온 뒤로는 성격이 지금처럼 변했다. 가끔 강인한 모습도 나오는 데, 학교축제를 할 때 디즈니에서 온 변호사가 깡패 둘을 데리고 와서 축제가 디즈니의 저작권을 침해한다고 협박을 하자. 스키너 교장이 자신은 그린베레였다고 하면서 자신보다 더 덩치가 큰 깡패 둘을 일격에 제압하기도 했으며 바트 심슨이 무단조퇴를 하자 뒤를 쫓아가는 데 강을 헤엄치지도 않고 밑으로 걸어서 건너고 절벽을 기어오르는 강한 모습을 보이기도 한다.
개리 차머즈 교육감(Superintendent Garry Chalmers)
스키너의 상사에 해당하며 교장 인사권을 갖고 있다. 항상 스프링필드 초등학교에 좋은 판정을 내리기 직전에 학교의 문제가 발각되거나 바트의 장난에 당한다. 이런 상황을 비롯해 스키너가 잘못을 저질렀을 때 항상 '스키너~!'(Skinner~!)라며 고함친다. 혹은 별일이 없을 때에도 '스키너~!'라고 고함쳐 스키너교장을 겁먹게 만든다. 다른 학교 교장을 부를 때는 매우 부드럽게 부른다. 시즌 25 19화에서는 샤나가 그의 딸로 나온다.
故 에드나 크라버플(Edna Krabappel)
바트의 담임. 아이들을 별로 성실하게 가르치지 않는다. 모 시즐렉과 결혼할 뻔 했으나 학교에 장난을 치기위해 잠입중이었던 바트를 모두가 포기한 부진아로 착각 이에 교육에 대한 열망을 느끼고 스프링필드 초등학교에 취직한다. 이혼한 경험이 있으며 가끔 스키너와 교재하기도 한다. 'Ha!'라고 비웃는다. 교단에서도 담배를 서슴지 않고 피운다. 서랍안에 폭죽이 들어있어 잠든 아이들을 깨울 때 사용하기도 한다. 시즌 21에서 바트의 계획으로 교단에서 술을 마시게 되어 해고당하기도 했다. 시즌 23부터 팬투표에 의해 플랜더스와 결혼(혹은 동거)해서 함께 살게 된다. 심슨가족 시즌25 3화부터 에드나 크라버플(Edna Krabappel)의 성우인 마샤 월리스(Marcia Wallace)가 사망하여 시즌 26 이후 사망처리되었다.
듀이 라르고(Dewey Largo)
스프링필드 초등학교의 음악 선생. 아이들에게 음악을 가르치며, 합창단도 겸임하고 있다. 재즈 등의 다른 음악 장르들을 굉장히 싫어하며 리사가 가끔 재즈를 부르면 혼을 낸다. 동성애자이다.
엘리자베스 후버(Elizabeth Hoover)
리사의 담임. 약간 신경질적이며 아이들을 귀찮아해한다. 리사의 반 전체에 수업시간 종일 잡지와, 잡영상을 보여 주기도 했다. 에드나와는 친한 사이며 같이 담패를 피기도 한다. 술을 굉장히 좋아한다. 책상 밑에는 "별난 생각 경보" 버튼이 달려 있다.
우터 쥐커(Uter Zwoeker)
독일에서 전학온 학생. 퀵-이마트의 하키 선수이기도 하다. 어느순간 행방불명되어 부모가 찾으러 학교에 항의하러 온적도 있다.
밀하우스 밴 하우튼(Milhouse Van Houten)
바트의 가장 친한 친구. 빨갛고 두꺼운 안경을 쓰며 불량배들에게 자주 괴롭힘을 당하여 안경이 자주 깨지곤 한다. 리사를 좋아하며, 리사가 자신의 신부라고 떠벌리고 다닌다.(하지만 리사는 밀하우스에게 관심이 없으며, 밀하우스를 한심하게 여긴다.)또한 이것 때문인지, 바트에게 자주 의지한다. (하지만 시즌 23 9화(미래이야기를 다룸)에서 리사와 결혼해 딸 '지아 심슨'을 낳는다고 설정되어있다.)엄한 할머니에게 맞아가면서 이탈리아어를 배워서 이탈리아어에 능통하다.
넬슨 먼츠(Nelson Muntz)
스프링필드 초등학교에서 가장 악명 높은 문제아. 툭하면 폭력을 일삼는다. 이 때문에 한번은 바트가 규합한 학생들에게 반격을 당한 적이 있다. 남의 불행을 보고 어디에서든지 나타나 특유의 웃음소리('Ha-Ha-')로 비웃는 것이 버릇이다. 리사의 첫키스 상대이다. 아빠는 가출했고(나중에 담배사러 갔다가 실종된걸로 나온다.) 엄마와 함께 산다. 아빠에 대한 향수가 강하다. 엄마가 다른곳으로 가서 심슨네서 잠깐살다가 거기서 아버지를 찾고 어머니도 돌아오면서 다시 세 가족이 뭉친다. 학교의 불량배들 중에선 가장 타협의 여지가 있는 캐릭터로 논리적인 추궁에 약한 모습을 보인다. 바트와 잘 지낼때도 있고 괴롭힐 때도 있는 데 그래도 시즌1에 비해서는 성격이 많이 좋아졌다. 미래에 감옥생활을 하는 것으로 나오고 리사와 자주 통화도 하는 것으로 나온다.
마틴 프린스(Martin Prince)
IQ가 216으로 스프링필드 초등학교에서 가장 머리가 좋은 학생으로 과학 프로젝트에서 뛰어난 수준의 작품들을 자주 출품하지만, 항상 리사에게 1등 자리를 빼앗긴다. 장엄한 말투로 자신의 업적을 뽐내기 좋아하며 항상 불량배들에게 희생양 취급을 당한다. 넬슨을 비롯한 학교 불량배들이 자신을 괴롭히는 것이 자신에게 관심있다고 여기고 있으며 특히 넬슨에게 호감을 품고 있다. 미래에 성전환수술을 해 여자가 되는것으로 나온다.
랠프 위검 (Ralph Wiggum)
리사의 반 친구. 위검 서장의 아들. 발달장애로 머리가 좋지 않다. 풀이나 크레용 등을 아무렇지도 않게 입에 넣는다. 최근에는 공화당과 민주당의 공동 대선 후보로 선출되었다. 리사 심슨과 사귀었다고 한다(리사와 랠프 모두 같은 의견). 심슨가족 시즌22 10화에 의하면 7월 4일 미국 독립기념일에 아버지인 클랜시 위검이 랄프를 떨어트리는 바람에 멍청해 진것이라고 나온다. 미래에 복제되어 아버지 '클랜시 위검'을 이어 경찰서장이 된다.
관리인 윌리(Groundskeeper Willie)
스코틀랜드계 불법이민자이다. 스키너 교장에 대해 살의를 가지거나, 험담을 해대는 일도 있다. 특히 킬트를 입고 행사에 자주 나가 많은 사람들이 싫어한다. 10여년전 스키너가 지렁이로 가득찬 수영장에 갇히기 전까지는 수영코치였으나, 스키너가 수영장을 폐쇄하고 수영코치에서 관리인이 된다. 의외로(?) 근육질의 몸매를 지냈으며 자신을 지칭할 때 '나(I)' 대신 자신의 이름을 부르는 버릇이 있다. 이민 오기전 직업은 의사였다.
오토 맨(Otto Mann)
스프링필드 초등학교의 버스 운전기사. 운전실력이 형편없어 여러 차례 사고를 내거나 버스를 망가트린 적도 있지만, 사망자는 없었다. 무면허였던 일이 들켜 해고 당하지만, 셀마와 패티의 도움으로 면허를 취득했다. 휴일에는 헌혈의 집 아르바이트를 하기도 한다. 락 매니아로 헤드폰을 항상 끼고 있으며 레드 제플린(Led Zeppelin), 메탈리카(Metallica), 포이즌(Poison)의 팬이다. 전자 기타를 상당히 잘 친다. 가끔 약물에 취해서 등장하기도 한다. 시즌 18에서 바트 심슨(어떻게 보면 리사 심슨도 공범) 때문에 유급 휴직을 당한 적이 있다.(바트가 버스에 탈 때 리사가 자신의 옆에 못앉게 스케이트 보드를 올리고 리사가 오토에게 가서 고자질을 하지만 오토가 들어주지 않자 오토의 이어폰을 당기다가 카세트를 부순다. 오토는 절망에 빠져있다가 차가 고장나 서있는 메탈리카를 발견하고 내려서 자신의 버스에 탈 것을 제안하지만 이때 바트가 버스를 운전해서 학교로 가버리고 메탈리카도 한스 몰맨의 차를 타고 가버린다. 이것 때문에 오토는 학교에 도착한 후 바트의 엉덩이를 때리다가 유급 휴직을 당했다.)
셰리와 테리(Sharry & Terry)
바트의 반친구, 쌍둥이 자매로 우등생 축에 속하며 바트에게 장난치길 좋아하지만 은근히 바트를 좋아하는 듯 하고 리사의 친구이기도 한데, 가끔 리사를 골탕먹이기도 한다. 목소리가 특이하다. 미래에 셰리와 테리는 넬슨 먼츠와 결혼한다고 나오기도 한다.(일부 다처제??)
데이터 베이스(Data Base)
바트의 반친구, 뿔테안경을 썼고, 머리가 좋다. 학교내의 '범생이'(Nerd) 중에 한 명이다. 거의 등장하지 않지만 시즌 25 22에서 잠깐 나온다.
여드름소년 커티(Squeaky Voiced Teen)
짐보, 돌프 등과 동급생, 주말이나 방학 등 학교를 안 가는 날이면 여기저기에 아르바이트를 하러 다닌다. 거의 대부분의 장소에게 알바생으로 등장하는 데, 신발가게에서 여드름소년이 돌프를 혼내자 돌프가 "죄송합니다 프리드먼 씨" 라고 말하는 걸 봐서는 성이 프리드먼인걸로 추정된다.
로라 파워즈(Lora Powers)
짐보, 돌프, 여드름소년 등과 동급생인 소녀, 엄마를 닮아서인지 성격이 여자치고 터프하다. 바트의 첫사랑이자 짐보와 잠깐 사귄적이 있는 데 바트가 질투를 느껴서 로라가 자신과 리사,메기의 보모로 바트의 집에서 일하고 있을 때 모 시즐렉에게 장난전화를 걸고 집주소와 자신의 이름이 짐보 존스라고 말한다. 곧 모가 칼을 들고 바트의 집에 도착하고 짐보 존스를 칼로 해치겠다고 위협하자 짐보는 애원하면서 울었다. 이것 때문에 로라는 짐보가 남자답지 못하다고 한 뒤에 헤어진다.
짐보 존스(Jimbo Jones)
넬슨과는 다른 부류로 초등학생들을 붙잡고 있다. 양아치로, 어른이나 또는 자기랑 동급생인 학생은 거의 안 건드리는 듯하다. '장난꾸러기들에게 엄격하고 범생이들에겐 더욱 엄격한'이란 프레이즈로 시장보궐선거와 대선후보경선에 참여한바 있다. 불량스럽기 그지없지만 한편으로는 네드 플랜더스 못지않은 독실한 기독교인적 면모나 주부대상 드라마를 보고 훌쩍이는 면모를 보이기도 한다. 항상 비니를 쓰고 다니느 데 그 이유는 머리 위에 머리카락이 없기 때문.
돌프(Dolph)
짐보와 동급생인 양아치, 키가 작고 빨간장발이 특징이다. 짐보에게 자주 아부하며 그에게 충성하는 듯 보이지만 실제로는 한국어도 포함한 6개 국어를 구사하는 천재성을 지녔다. 성이 없다. 유태인들의 모자 키파를 쓰고 자주 나오는걸로 봐서는 유태인, 유대교인듯 하다.
커니(Kearney)
짐보와 동급생인 양아치, 바짝 깎은 머리가 특징이다. 똑같이 생긴 아들이 있는 성인이다. 여자한테 약한 탓에 불량한 여학생들이 자신을 괴롭히는 한이 있어도 그들은 절대 건드리지 않은게 특징. 모 시즐랙을 신으로 생각하고 있고, 오토와 동급생이기도 했던 것으로 나왔다. 역시 성이 없다. 자신과 닮은 아들이 있는 데, 아들이 커니보다 더 어른스러운 모습을 보여준다.(크리스마스 때 커니가 산타에게 가지고 싶은 물건들을 말하는 데 이때 커니의 아들이 이 사람은 진짜 산타가 아니라고 하자 커니는 울면서 뛰어가고 아들이 커니를 달래러 간다.)
영양사 도리스(Lunchlady Doris)
스프링필드 초등학교의 영양사 겸 급식도우미 아줌마로, 학생들에게 무관심하고 일처리를 대충대충 한다. 예산을 아끼기 위해 보건실 업무도 같이 병행한다. 한 에피소드에서는 한 달에 한 번 손을 씻는 것으로 나온다.
웬델(Wendell)
바트의 반친구중 한명. 완전히 약한 아이다. 성이 없고 이름만 있다. 얼굴이새하얕다

## 스프링필드 방송국

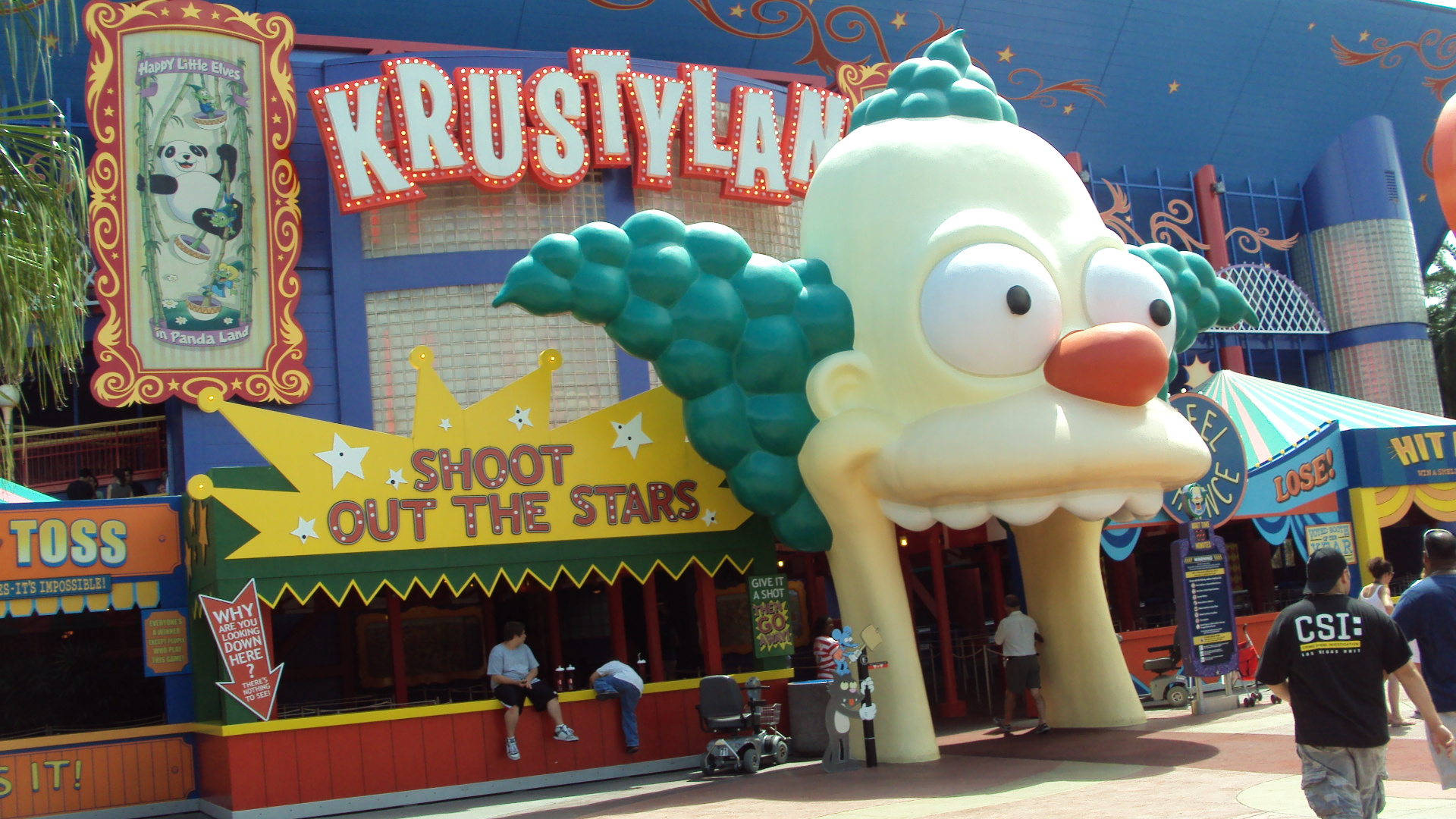
플로리다 올랜도에 있는 크러스티랜드(Krustyland)

아니 파이 (Arnie Pye)
아니 파이는 "KBBL-TV" (스프링필드 채널 6)의 괴짜 헬리콥터 교통 리포터이다. 그의 이름과 생김새는 퓰리처 상을 수상한 1930년대의 저널리스트 어니 파일에서 따왔다. 그의 코너는 "Arnie (또는 Pye) in the Sky"로 이름 붙여져 있다. 그는 "채널 6" 의 메인 앵커인 켄트 브록맨을 무지하게 싫어해 방송 중에도 켄트와 말싸움을 하려고 든다. 브록맨 역시 그를 "멍청이" (Jackass)라고 일컨 바 있다. 방영 초기에는 "빌 파이" (Bill Bye)라고 불렸다.
레이니어 울프캐슬(Rainier Wolfcastle)
독일계 인기 배우이다. 맥베인이라는 영화에 주인공 맥베인으로 출연하여 큰 인기를 얻어 큰 부자가 되었다. 그러나, 최근에는 출연작이 적어졌고, 출연 제의가 와도 B급 영화나 보조역할뿐이라 곤란해 하고 있다. 생김새와 말투는 아널드 슈워제네거에서, 맥베인이라는 영화속 캐릭터의 이름은 80년대 말~90년대 초 유명하던 영화 다이하드 시리즈의 주인공 맥클레인(브루스 윌리스)에서 따왔다.
켄트 브록먼(Kent Brockman)
뉴스 앵커. 스프링필드 채널 6의 메인 앵커로 자주 현장취재를 다닌다. 집이 매우 크고 자신 역시 매우 부유하다. 바트가 어린이 뉴스 제작에 조언을 듣기 위해 그의 집을 방문한 적이 있다. 복권에 당첨되기도 했다. 주름이 많고 처진 얼굴때문에 보톡스등으로 관리를 한다.
광대 크러스티(Krusty the Clown)
풀네임은 허셜 시모이켈 핑커스 예루참 크러스토프스키(히브리어: הרשל פינחס ירוחם קרוסטופסקי). 크러스티 쇼의 진행을 맡고 있는 광대. 유대인이다. 랍비인 아빠가 크러스티도 자신의 대를 이어 랍비가 되기를 바랐으나 이를 거부하고 코미디언이 되었다. 과거 성인 토크쇼의 진행을 맡았으나, 유머가 없고 웃기지를 못해 지금은 어린이 전용 프로그램 '크러스티 쇼'의 사회를 맡고 있으며 어린이들, 특히 바트 심슨의 열렬한 사랑을 받고 있다. '크러스티 버거'를 비롯해 자신의 이름을 딴 많은 상품들이 만들어졌다. 자신이 맡고 있는 일에 크게 불평을 표시한다. 정확하지는 않으나, '찬호'라는 한국 아들이 있는 것으로 알려져 있다. 햐얀얼굴 빨간코는 때로는 분장 때로는 문신등으로 인한 반영구적인거라고 나온다.
사이드쇼 밥(Sideshow Bob)
풀네임은 로버트 언더덩크 터윌링거(Robert Underdunk Terwilliger). 크러스티 쇼에서 크러스티의 조수로 활약하며 인기를 얻었으나, 크러스티 살인미수죄 등으로 상습범죄자로 낙인찍혔다. 매번 자신의 범죄마다 일을 수포로 만드는 바트를 혐오한다. 스프링필드 시장에 당선된바 있으며 이탈리아 산토리니 지방의 시장을 역임하기도 했다. 최근 시즌에서는 가족들과 함께 바트 죽이기를 도모한 바가 있으나 또다시 감옥에 들어가게 되고 바트를 죽이는 환영에 시달리는 등 정신이상자가 되버리는 비운의 캐릭터. 가족으로는 세실이라는 이름의 남동생이 있으며 시즌 17에서는 프란체스카란 여자와 결혼해 지노란 판박이 아들을 두었고 시즌 19에서는 부모까지 등장했다. 목소리가 멋있으며 노래를 매우 잘부르는 게 특징(몇번을 예외하곤 거의 등장때마다 노래를 부르곤 한다.)
사이드쇼 멜(Sideshow Mel)
수감된 사이드쇼 밥을 대신하여 크러스티를 보조하는 역할을 맡은 방송인. 머리에 뼈다귀를 꽂은 원시인 복장으로 다닌다. 장엄한 목소리와 말투가 특징이다.
트로이 맥클로이(Troy McCloe)
과거에 유명했으나 지금은 인기가 추락한 배우. 물고기 성애자라는 특이한 성적 취향을 가지고 있다. 교육용이나 광고용 비디오에 자주 출연한다. 항상 등장시 "Hi, I'm Troy McClure, You may remember me from such~"라는 대사로 자신을 소개하면서 자신이 출연한 전작들은 꼭 언급한다. 셀마 부비에와 결혼하여 잠깐 유명세를 타서 혹성 탈출이라는 뮤지컬 주인공으로 출연도 하였다. 그러나 셀마와 잠자리를 거부해서 이혼하고 다시 유명세가 떨어졌다. 성우의 사망으로 시즌 10이후 출연하지 않음.
범블비 맨(Bumblebee Man)
개그 프로의 출연자. 항상 벌모양 옷을 입고 다닌다. 히스패닉으로 영어 발음이 조금 이상하다. 캐치 프레이즈는 ai-ai-ai-yai이다
테이텀(Drederick Tatum)
스프링필드 최고의 복서로서 헤비급 챔피언을 여러번 지냈다. 그러나 사고를 자주쳐서 감옥에 자주 간다.
故 로저 마이서스 1세(Roger Meyers Sr.)
이치와 스크래치 쇼를 만든 인물. 원래는 스크래치만 만들고 체스터 램프윅에게서 이치를 훔쳐왔었다. 현재는 고인이 되었고 냉동인간이 되어 있는 상태.
로저 마이서스 2세(Roger Meyers Jr.)
아버지의 뒤를 이어서 현 이치와 스크래치 만화사의 CEO를 맡고 있는 인물. 한때 바트의 도움으로 소송을 제기한 람프윅에게 8억 달러를 배상해서 망했다가 래스터와 엘리자 덕분에 결국에는 다시 회사를 세운다. 항상 시가를 물고 다닌다.
체스터 J. 람프윅(Chester J. Lampwick)
이치의 창시자로 1919년에 이치가 그려진 액자를 로저 마이서스 1세에게 선물했다가 9년뒤에 만들어진 이치와 스크래치 영화 때문에 뒤통수를 만들어졌던 인물이다. 거지촌에서 살다가 바트의 도움으로 8억 달러를 배상받고 억만장자가 되어 현재는 황금 집과 제트 차를 가지고 살고있다.

### 이치와 스크래치 쇼(The Itchy & Scratchy Show)
《심슨 가족》의 세계에서 방영되고 있다. 바트와 리사가 제일 좋아하는 애니메이션이다. 《톰과 제리》의 패러디인데, 그보다 훨씬 잔인한 내용이다. 이치(톰)는 매회 여러 가지 방법으로 스크래치(제리)를 살해하지만, 한 에피소드에서는 스크래치(제리)가 이치(톰)를 죽이는 것이 방영된적이 있으나 호머가 번스 사장의 권유로 대학교를 다닐 때, 기숙사를 같이 쓰던 스프링필드 대학생 몇명으로 인해 바트와 리사는 이 에피소드를 보지 못하게 되고 크러스티는 그 에피소드가 너무 재미있어서 그 후 백만년간은 다시 방영하지 않겠다고 한다. 당초는 스크래치만이 출연하는 재미없는 애니메이션이었지만, 정신병을 앓는 이치가 등장함에 따라 현재의 스타일이 되었다고 한다. 한때 마지가 주도한 반대에 의해 폭력성을 이유로 만화가 폭력을 뺀 순수한 사랑과 기부를 다룬 만화로 변모한 적이 있었으나, 다비드 상을 전시하고 싶지 않는 스프링필드 주민들과 르네상스 시대의 예술 작품을 보고 싶은 마지간의 의견이 충돌하며 유아무아되어 다시 폭력성을 다룬 만화로 바꾸었다. 한때 '이치와 스크래치와 푸치 쇼'가 된 적도 있으며 '이치와 스크래치 영화'도 만들어졌다. 이 때 바트 심슨이 표를 샀지만, 말썽을 부렸다는 이유로 표를 뺏기고, 나중에 대법관이 될 때까지 이치와 스크래치 영화를 보지못한다. 극장판에서도 등장한 적이 있고, 이 때 호머가 관중들에게 호구같다고 한다. 그리고 이치로봇과 스크래치로봇이 있는 '이치와 스크래치 랜드'라는 곳도 있었는데, 로봇이 횡포를 부리게 되자 심슨 가족이 카메라에서 나오는 후레쉬로 로봇들을 모두 무찌른 일화도 있다.
이치(Itchy)
고양이를 괴롭히는 정신병을 앓는 쥐. 아무렇지 않은 표정으로 스크래치를 온갖 방법으로 괴롭히고 살해한다.
스크래치(Scratchy)
괴롭힘을 당하는 고양이. 이치를 괴롭히는 경우는 거의 없고 오히려 이치에 대해 좋은 감정을 갖고 있는 것으로 보인다. 매회 잔인하게 살해당하고 다음 회에는 멀쩡히 나타난다. 할로윈 특집에서는 스노우볼 2세와 눈이 맞으나 거세당할 위기에 처한다. 딱 한번 이치를 죽이는 에피소드가 있지만, 호머가 데리고 온 범생이 대학생들 중 한명이 플러그를 뽑아버려서 이치가 죽는 모습을 바트와 리사는 보지못한다
故 푸치(Poochie)
이치와 스크래치의 인기가 떨어지자 새로운 캐릭터가 필요하다고 판단하고 이 캐릭터를 등장시킨다.(이 에피소드에는 심슨가족에 루이라는 선글라스를 착용한 건방진인물이 등장하며 이는 푸치의 설정과 유사하다.) 극중에서 호머가 성우를 맡았다. 곧 최악의 평가를 받으면서 1회성 캐릭터로 단명한다. 이때 스크래치의 죽음과는 달리 다시는 출연하지 않을 것을 확실히 하기 위해, 다시 등장하지 않을 것을 알리는 자막과 함께 죽으며 이는 변호사에 의해 공증되었다. 그러나 아주 가끔은 대사 없이 나오기도 한다.

## 스프링필드 역사 속 인물
故 제베디아 스프링필드(Jebediah Springfield)
스프링필드를 건설하고 스프링필드 최초의 병원을 만들었다고 하는 역사적인 영웅. 맨손으로 곰을 잡았다고 하는 전설이 있다. 사실 그는 조지 워싱턴을 죽이려고 했던 해적 한스 스프링필드였다. 길들여진 소를 타서 영웅이 되었다. 지금은 고인이 되었고, 리사가 학교 숙제로 제버다이아 스프링필드 박물관에 갔다가 제버다이아 스프링필드가 자신이 한스 스프링필드라고 쓴 편지를 보고 사실을 알아내지만, 사람들이 그를 영웅이라 생각하기에 진실을 숨긴다. 광장에는 그의 동상이 있으며, 지금도 스프링필드에서 절대적인 인기가 있다. 그러나 바트가 동상을 파괴했던 적이 있다. 시즌20 에피소드10에서부터 나오는 새로운 오프닝에는 짐보와 커니가 동상의 목을 자르기도 했다.

## 외계인
캉(Kang)
할로윈데이 특집에 단골로 나오는 외계인. 지구 정복을 노리고 있다. 한때 미국 대통령이 된적도 있다.
코도스(Kodos)
캉과 함께 지구 정복을 하기 위해 파견된 외계인 중 하나.

## 같이 보기
- 심슨 가족